# 水门礼
水门礼（英語：water salute），又称过水门，是交通运输业中表达敬礼致意的高级别仪式。一般是由消防车、消防艇或拖船喷洒出拱形水柱，飞机或船舰等交通工具从拱门中穿过以示庆祝。水门礼常常在航空公司开通新航线或周年庆、飞机首航或退役、资深机长退休、重要人士到访、机场开通新设施或其他特殊纪念场合举行。

## 历史

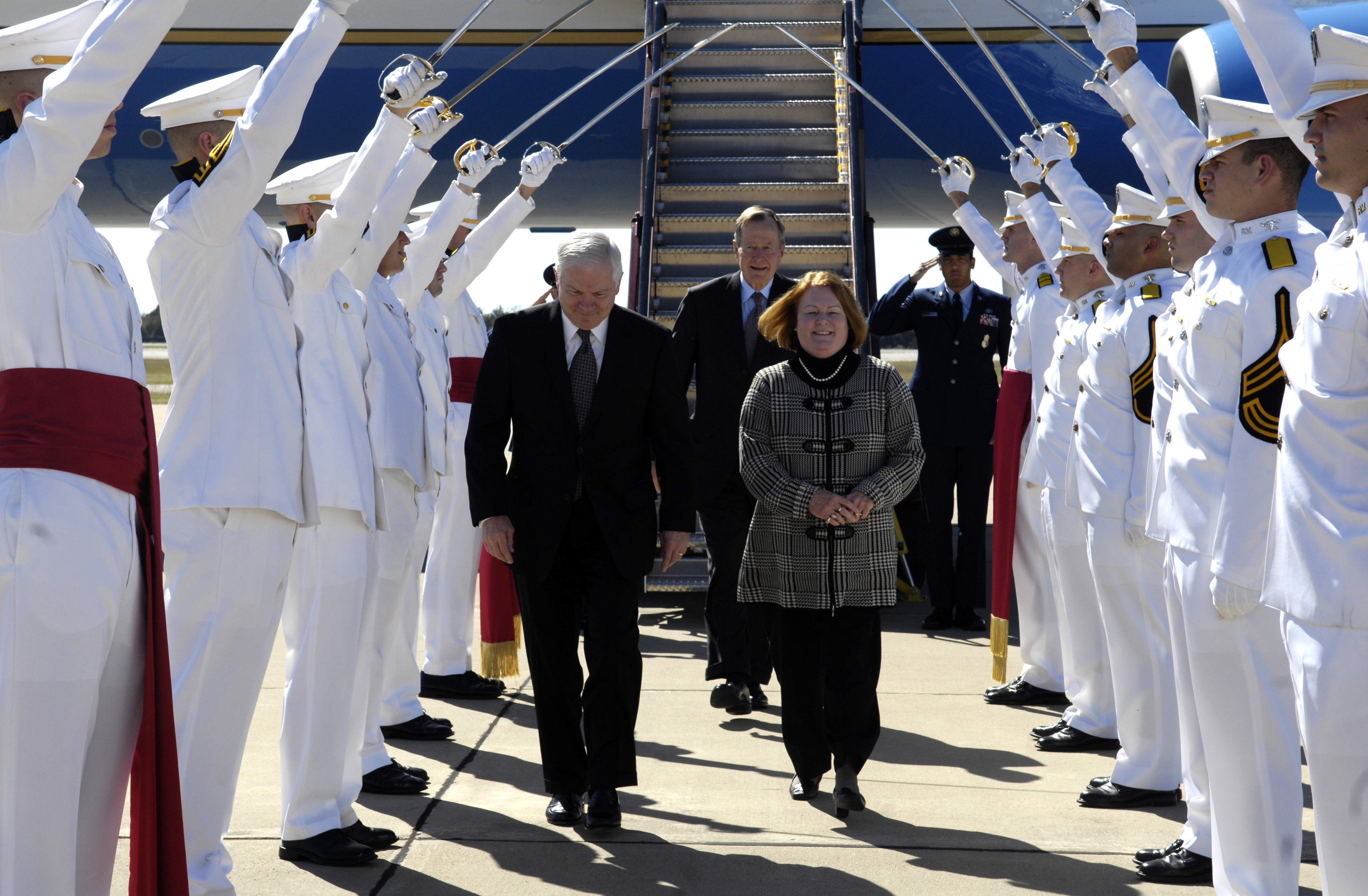
军刀拱门礼中，列队士兵会用军刀架成拱门形状以示欢迎

水门礼最初起源于19-20世纪的航海业。当时在船舶首航出发时，消防船会用水炮喷出水柱以示庆祝；当船舶横跨大西洋抵达目的地，消防船也会喷出弧线形水柱庆祝船只平安抵达。亦有说法认为，水门礼可以溯源至军刀拱门仪式。军刀拱门仪式中，士兵会面对面列成两队，举起军刀架成拱门形状，让重要人物从中间穿过以示庆祝。
二战期间，盟军的轰炸机机组完成一定架次的飞行后，会定期接受清洗。机场的地勤人员会用消防水枪冲洗飞机上的烟尘，也会为飞行员冲洗。二战结束后，大量退役空军飞行员进入民航业，将这种做法带入民航公司。之后这一做法逐步演化成民航业的仪式。1990年代末，美国盐湖城国际机场开始采用水门礼向达美航空的退役机长致敬。之后水门礼便成为航空业中广泛采用的庆祝仪式。

## 仪式

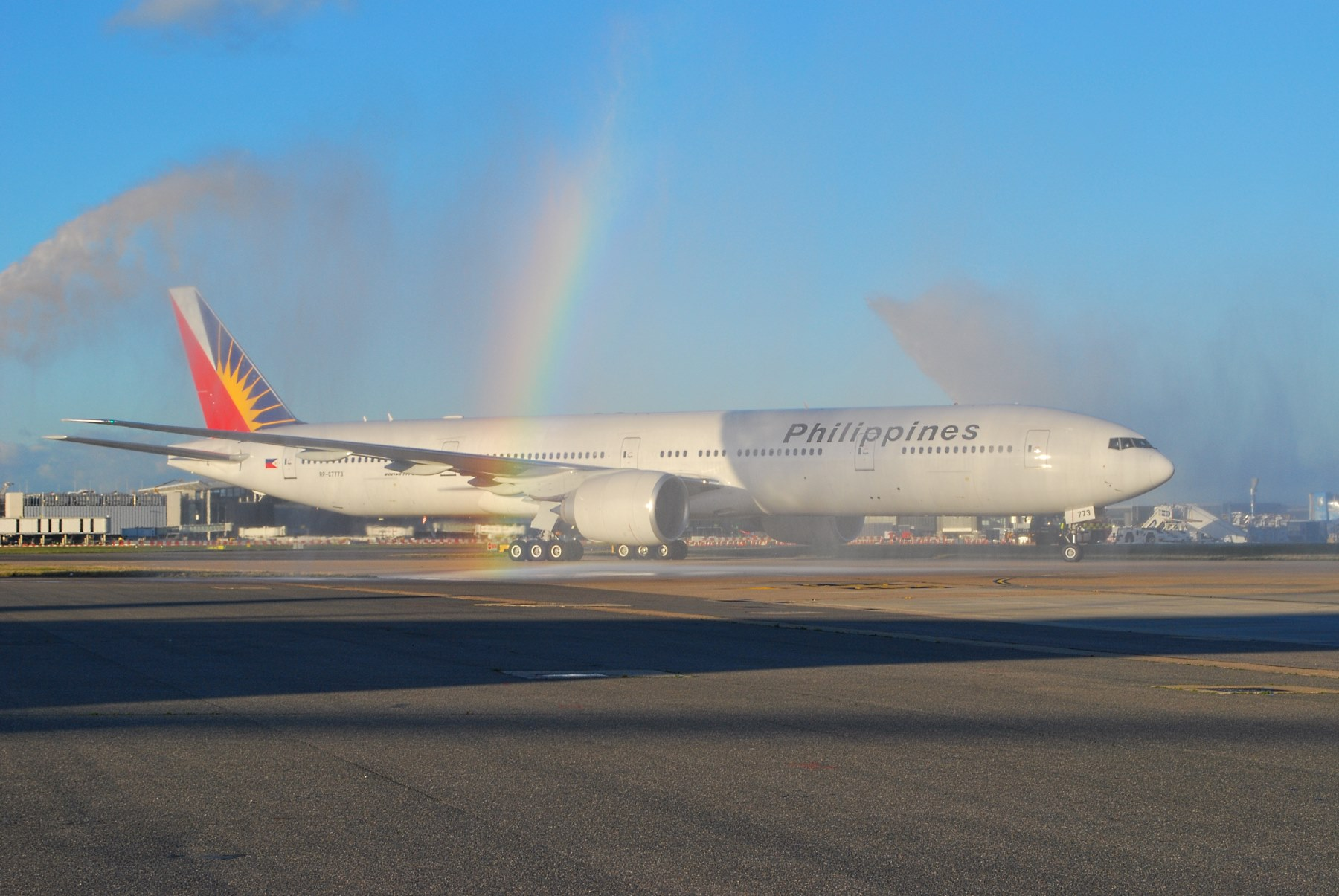
水门礼常常在航空公司开通新航线时举行。图为2013年，菲律宾航空开通希思罗机场航线，首航班机抵达机场时接受水门礼

水门礼常常在航空公司开通新航线或周年庆、飞机首航或退役、资深机长退休、重要人士到访、机场开通新设施或其他特殊纪念场合举行。飞机的水门礼一般在机场滑行道或停机坪举行。船舶的水门礼则常由拖船或消防艇喷水举行。
对飞机举行的水门礼需要与空中交通管制配合。喷水的消防车会事先停靠在安全的区域，位居两侧，中间预留足够空间供飞机通过，还需要考虑风向的影响。民用航班在接受水门礼前，会告知机内乘客，避免乘客在航班着陆时看到消防车引起恐慌。飞机通过预定位置时，两侧的消防车会喷出水柱组成拱门，飞机从其下穿过。在水门礼中，消防车不会将存水全部喷出，而是会预留足够的水量以应对突发火灾。
早期水门礼仪式会用高压水枪冲洗飞机机体，但常常导致一些老旧飞机的机体蒙皮损坏。如今大部分水门礼仪式已经不再直接用高压水枪直接冲刷飞机，而是以两道高压水柱组成一道拱形水门供飞机通过。亦有一些国家以喷洒香槟来代替。水门礼中，消防车只可以喷水，而不能使用消防灭火泡沫，否则会导致飞机发动机吸入泡沫损坏。

## 事故
操作不当的水门礼曾多次造成事故。2014年，一架日本航空波音787客机搭载日本国家足球队成员降落于坦帕国际机场，作为该机场迎来的首个日本航空航班和首架波音787接受了水门礼的庆祝。仪式中，一辆消防车距离飞机过近，与飞机右翼发生碰撞，导致机翼损坏。飞机随即停飞检修。坦帕机场也暂停了后续的水门礼，以调查事故原因，避免类似事故再次发生。
2015年3月，维珍航空开通曼彻斯特到亚特兰大航线，首航出发前在曼彻斯特机场接受水门礼。一辆消防车在仪式中误喷出灭火泡沫，导致发动机吸入泡沫堵塞，首航航班被迫取消。2016年5月，长安航空开通西安至珠海航线。首航班机也在降落后的水门礼中遭到消防车误喷泡沫，导致飞机停飞检查，返航航班取消。
2018年9月20日，沙特阿拉伯航空一架吉达飞往迪拜的航班在降落时接受了迪拜机场的水门礼，以提前庆祝9月23日的沙特阿拉伯国庆节。飞机穿越水门下方时，一辆消防车出现故障。高压水柱直接击中飞机机身，导致飞机的应急舱门脱落掉入客舱，造成一名乘客轻伤。

## 图像

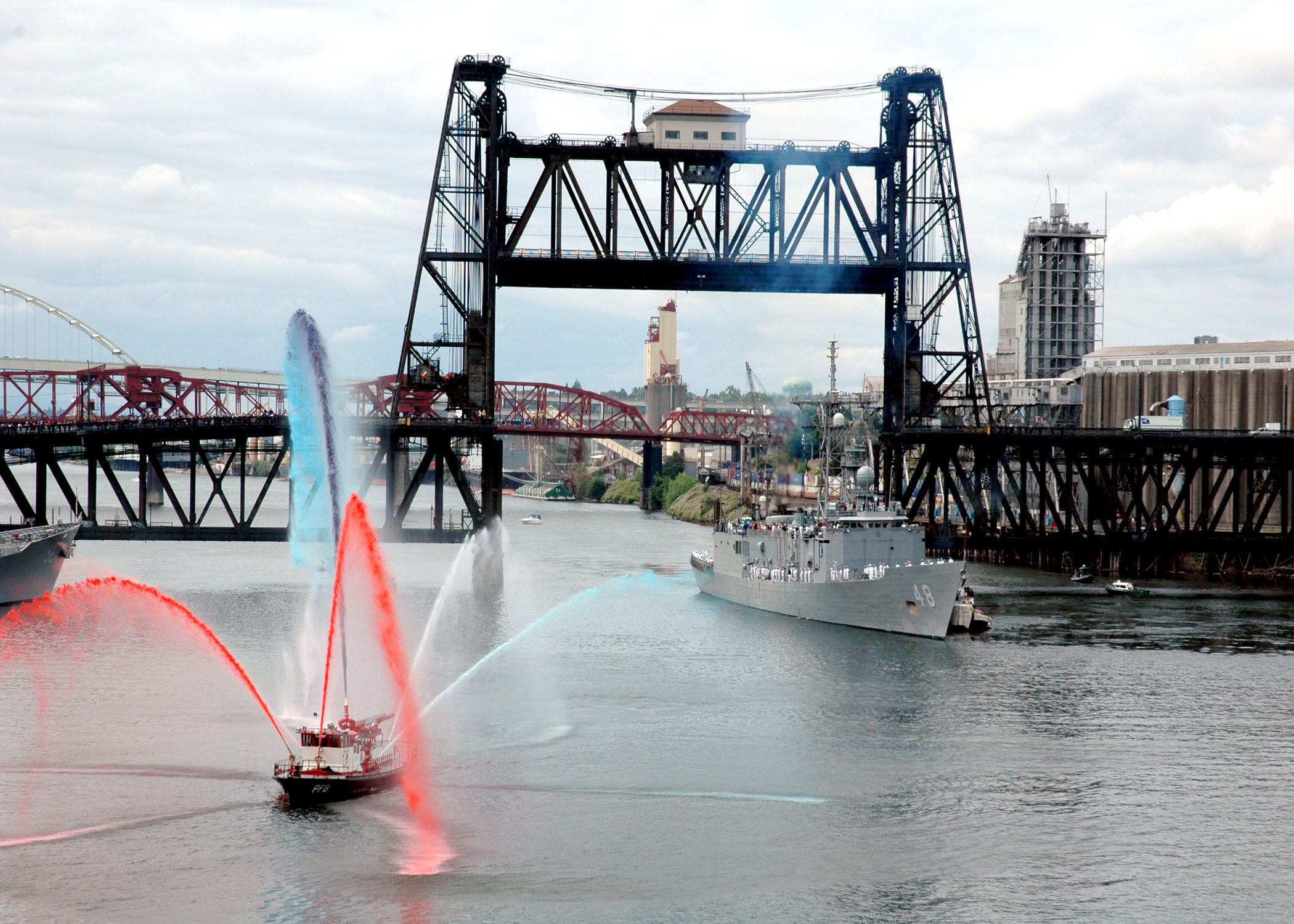
2007年，美国波特兰的消防艇为範德格里夫特號巡防艦（英语：USS Vandegrift）举行水门礼
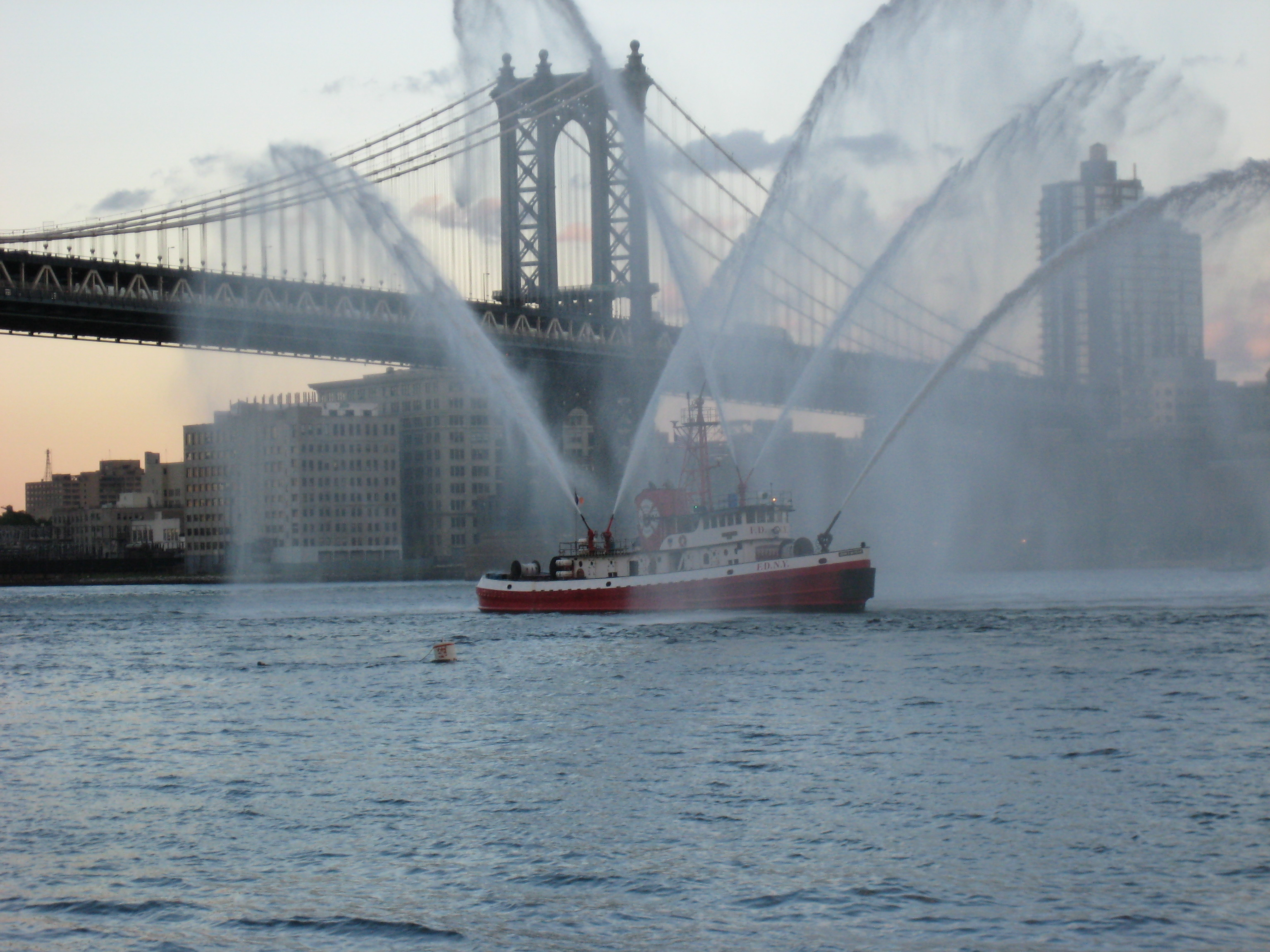
2008年，纽约市消防局举行水门礼庆祝布鲁克林大桥建桥125周年
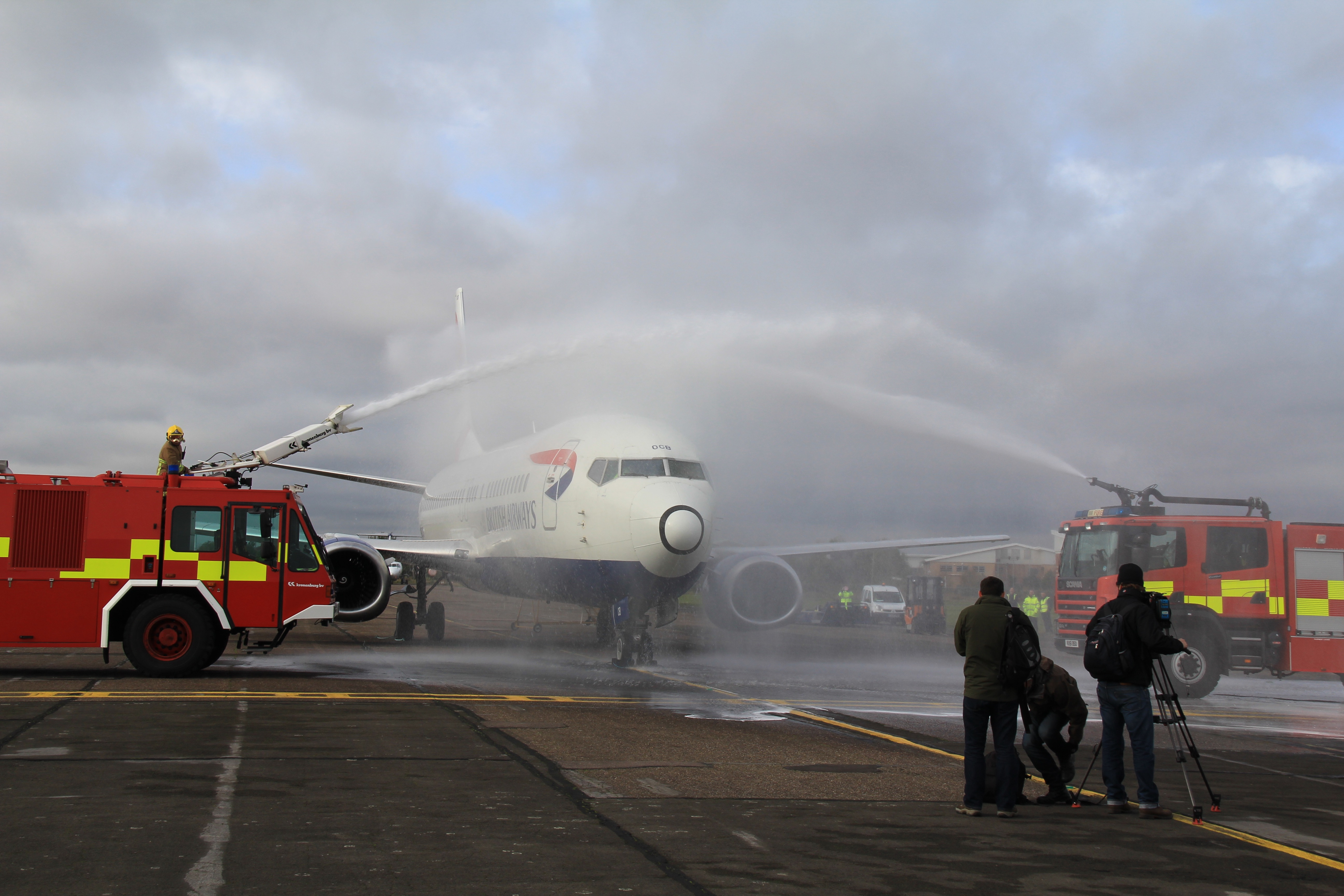
2014年，克蘭菲爾德大學举行水门礼迎接英国航空捐赠用于教学研究的波音737经典型
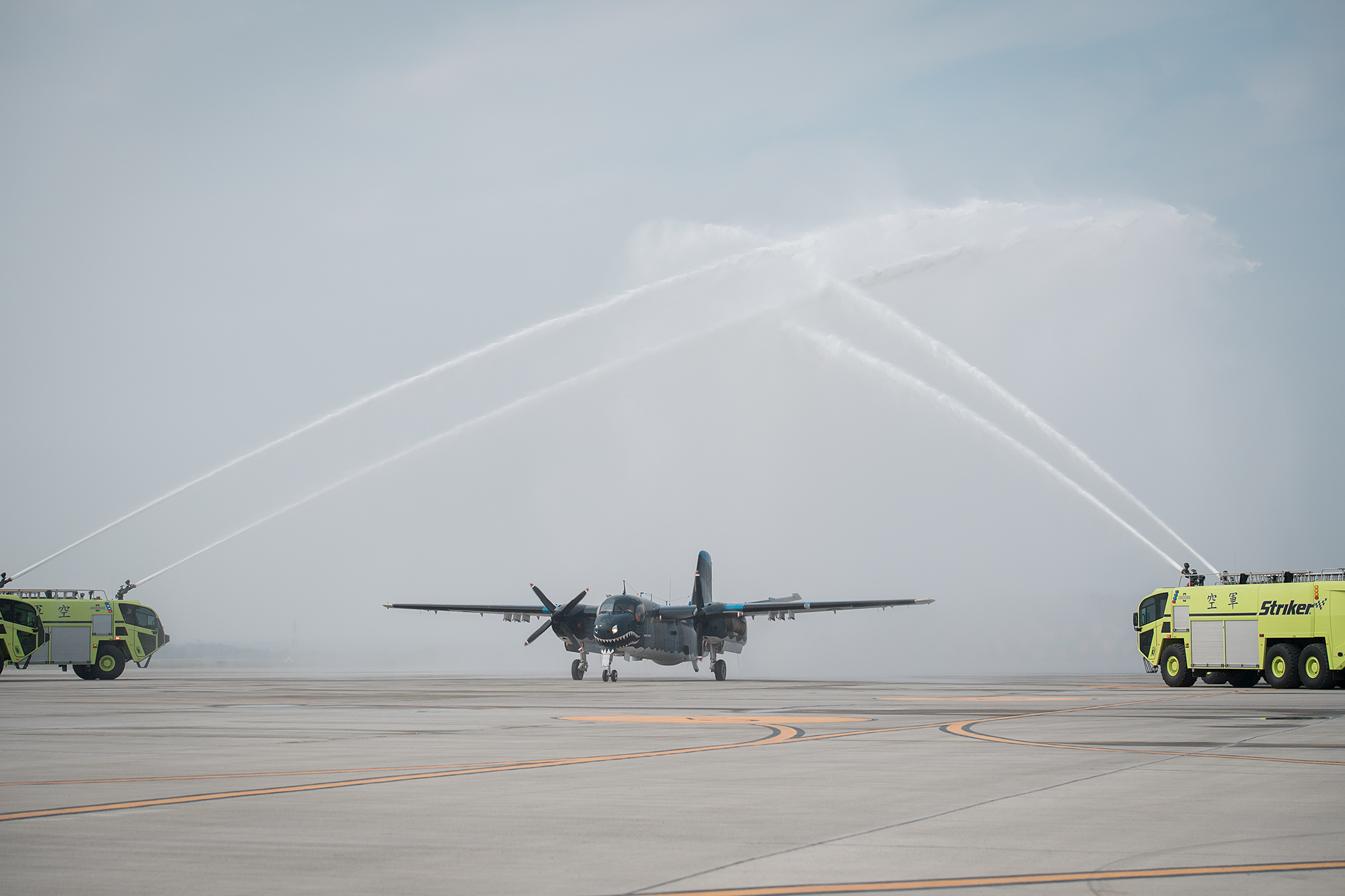
2017年，中华民国海军为除役的S-2T型反潜机举行水门礼
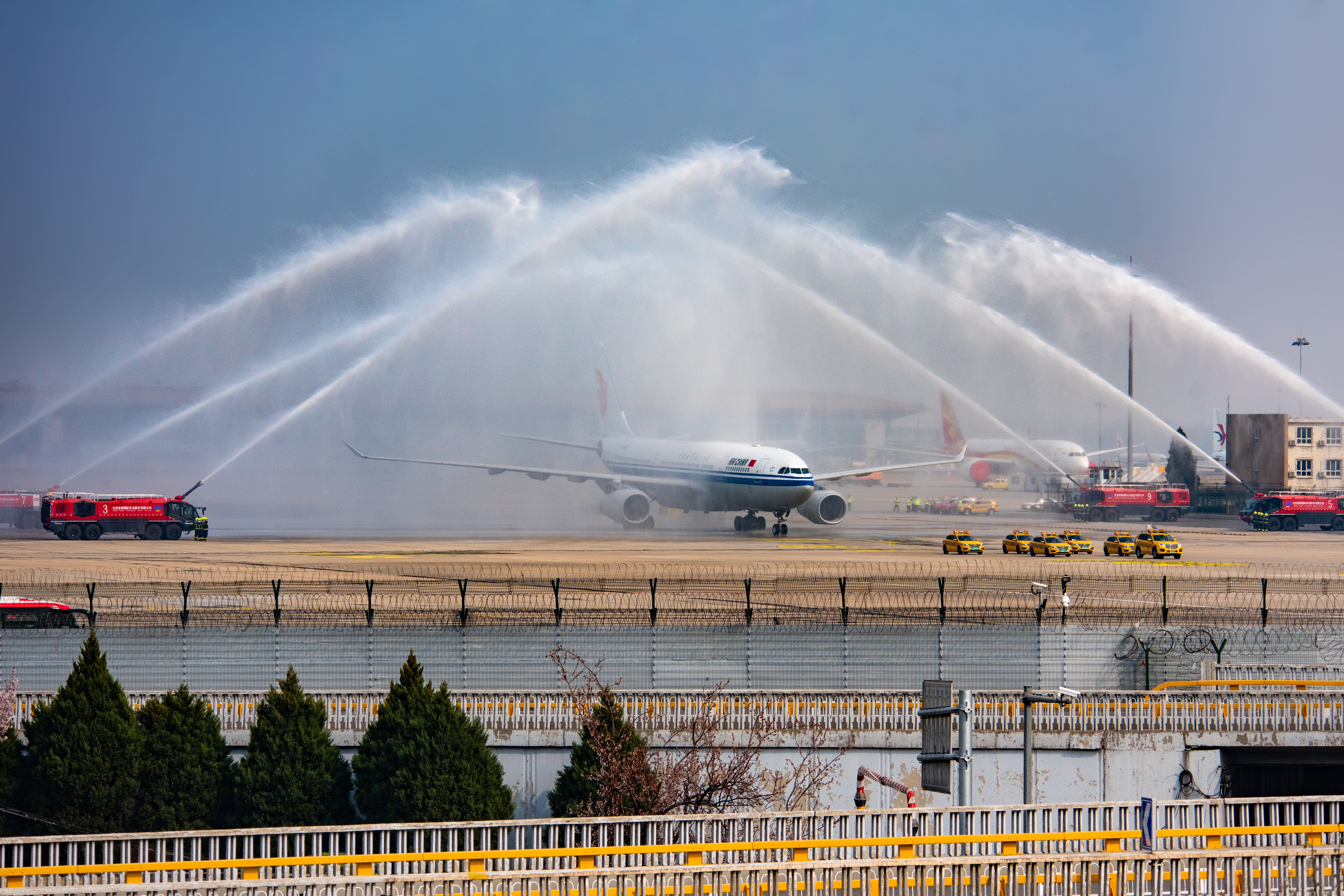
2020年3月31日，北京首都国际机场以水门礼迎接在2019冠状病毒病疫情中支援湖北的北京医疗队